# Liste der Nummer-eins-Hits in Norwegen
Die Nummer-eins-Hits der Musikbranche in Norwegen werden wöchentlich als Topplista von der IFPI Norge veröffentlicht. Als Maßstab gelten die Verkaufs- bzw. Abrufzahlen der Singles und Alben.
Die Liste ist nach Jahren aufgeteilt.
Siehe auch: Nummer-eins-Hits in Argentinien,  Australien, Belgien, Brasilien, Bulgarien, Dänemark, Deutschland, Finnland, Frankreich, Griechenland, Indien, Irland, Italien, Japan, Kanada, Kolumbien, Kroatien, Malaysia, Mexiko, Neuseeland, den Niederlanden, Österreich, Polen, Portugal, Rumänien, Schweden, der Schweiz, Singapur, Slowakei, Spanien, Südafrika, Südkorea, Tschechien, Ungarn, den Vereinigten Staaten und im Vereinigten Königreich.